# Aloe grisea
Aloe grisea é uma espécie de liliopsida do gênero Aloe, pertencente à família Asphodelaceae.